# Guraleus verhoeffeni
Guraleus verhoeffeni é uma espécie de gastrópode do gênero Guraleus, pertencente a família Mangeliidae.